# Mackinaw City
Mackinaw City é uma vila localizada no estado americano de Michigan, no Condado de Cheboygan e Condado de Emmet.

## Demografia
Segundo o censo americano de 2000, a sua população era de 859 habitantes.
Em 2006, foi estimada uma população de 856, um decréscimo de 3 (-0.3%).

## Geografia
De acordo com o United States Census Bureau tem uma área de
19,6 km², dos quais 8,7 km² cobertos por terra e 10,9 km² cobertos por água.

## Localidades na vizinhança
O diagrama seguinte representa as localidades num raio de 36 km ao redor de Mackinaw City.